# Polifarb

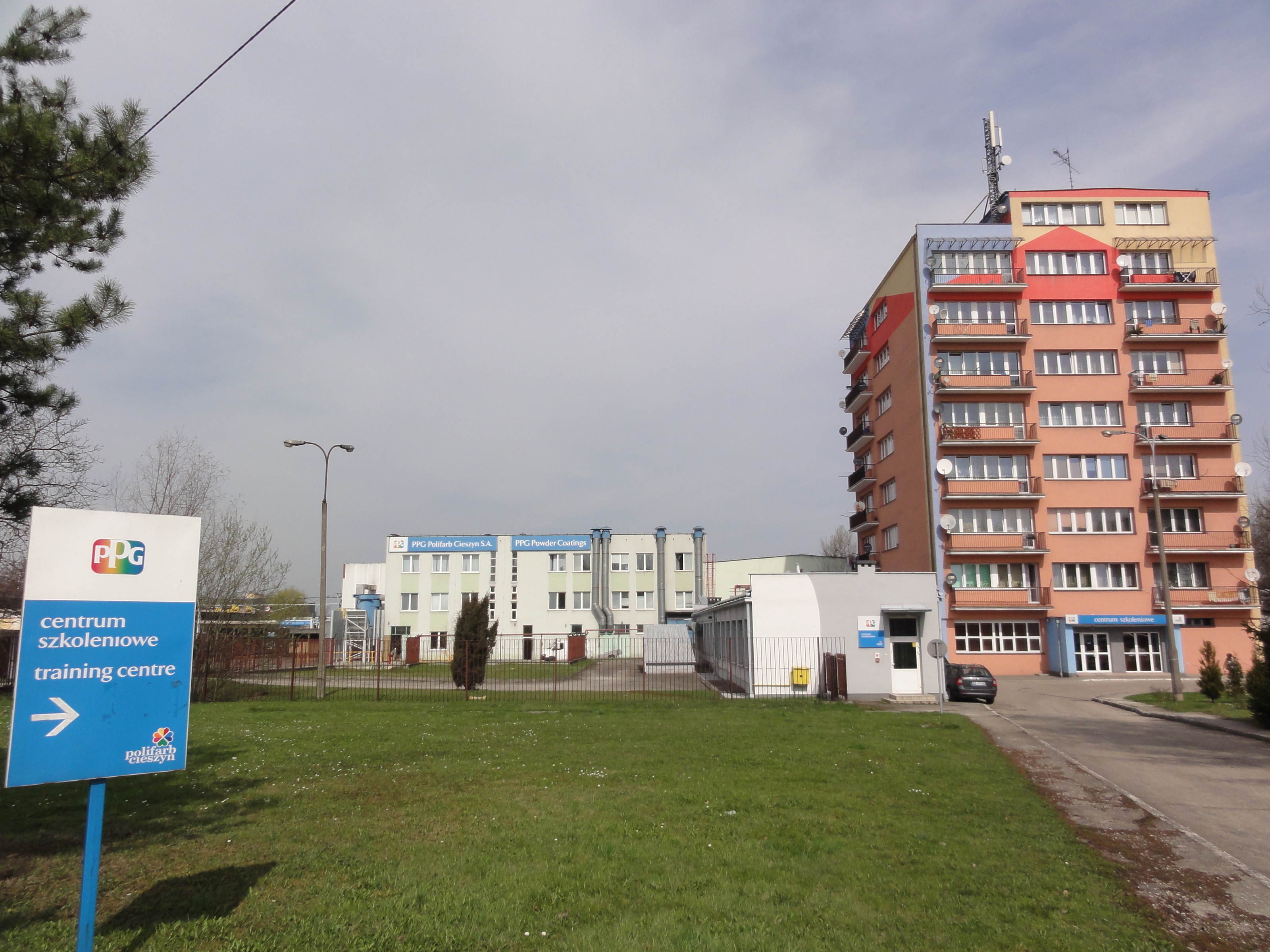
PPG Cieszyn S.A.

Polifarb – w okresie PRL nazwa zjednoczenia przemysłu farb i lakierów.
Za pierwszy powojenny organ zarządzania branżą można uznać powstałe w 1948 Zjednoczone Zakłady Farb i Lakierów w Gliwicach z szeregiem zakładów produkcyjnych w całej Polsce. Równolegle w tym samym roku utworzono Centralny Zarząd Przemysłu Tworzyw Sztucznych i Lakierów, który w 1952 nazywał się Zarządem Przemysłu Farb i Lakierów, w latach 1956–1958 ponownie Centralnym Zarządem Przemysłu Tworzyw Sztucznych i Lakierów w Gliwicach. W 1958 na jego bazie utworzono Zjednoczenie Przemysłu Tworzyw Sztucznych i Lakierów w Gliwicach, które w 1961 przekształciło się w Zjednoczenie Farb i Lakierów, zaś później w Zjednoczenie Przemysłu Farb i Lakierów, w 1976 w Zjednoczenie Przemysłu Tworzyw Sztucznych i Farb „Polifarb” w Mikołowie, w 1981 w Zrzeszenie „Polifarb” w Gliwicach.
W 1991 rozpoczął się proces prywatyzacji branży.

## Przedsiębiorstwa działające w zjednoczeniu Polifarbu
- Polifarb-Bliżyn (obecnie Zakład Produkcyjno-Usługowo-Handlowy Lakton)
- Polifarb-Cieszyn (Marklowice)
- Polifarb-Dębica (od roku 2001 należy do Tikkurila Polska S.A.)[1]
- Polifarb-Kalisz
- Polifarb-Łódź
- Polifarb-Oliwa (obecnie Teknos(inne języki))
- Polifarb-Pilawa (obecnie AkzoNobel Decorative Paints Sp z o.o., farby Dulux)
- Polifarb-Włocławek (obecnie Akzo Nobel Coatings Sp. z o.o., farby Dulux)
- Polifarb-Wrocław (obecnie PPG Deco Polska Sp. z o.o.)

Przedsiębiorstwa należące do tego zjednoczenia zajmowały się przede wszystkim produkcją farb, lakierów i rozcieńczalników.